# 川西諭
川西 諭（かわにし さとし、1971年 - ）は、日本の経済学者、上智大学教授。

## 来歴
北海道生まれ。1994年横浜国立大学経済学部国際経済学科卒業、1999年東京大学大学院経済学研究科経済理論専攻博士課程単位取得満期退学、2000年「学習と進化と景気循環」で経済学博士。上智大学経済学部助教授を経て教授。
2002年に真壁昭夫、山口勝業とともに行動経済学のワークショップを開始し、これが発展して、2007年、真壁や山口、大竹文雄、加藤英明、筒井義郎とともに、行動経済学会を設立した。 

## 著書
- 『ゲーム理論の思考法 ビジネス・人生を変える「戦略発想の技術」』中経出版 2009年 『ゲーム理論の思考法』中経の文庫 2013年
- 『経済学で使う微分入門』新世社 経済学叢書introductory 2010年
- 『図解よくわかる行動経済学 「不合理行動」とのつきあい方』秀和システム 2010年
- 『知識ゼロからの行動経済学入門』幻冬舎 2016年

### 共著
- 『金融のエッセンス』山崎福寿共著 有斐閣ストゥディア　2013年
- 『マンガでやさしくわかるゲーム理論』円茂竹縄作画 日本能率協会マネジメントセンター 2015年

### 翻訳
- ジェームス・モンティア『行動ファイナンスの実践 投資家心理が動かす金融市場を読む』真壁昭夫監訳 栗田昌孝共訳 ダイヤモンド社 2005年

## 論文
- <川西諭